# Rio Liffey
O rio Liffey é um rio da República da Irlanda, que nasce perto de Kippure, uma montanha no condado de Wicklow, e percorre cerca de 125 km pelos condados de Wicklow, Kildare e Dublin antes de desaguar no mar da Irlanda.

## Nome
O rio foi inicialmente chamado de An Ruirthech (em irlandês significa "rápido" ou "forte". A palavra Liphe (ou Life) era originalmente o nome da planície pela qual o rio percorria, porém passou a ser o nome do rio também. Foi também conhecido por Anna Liffey, provavelmente pela anglicanização de Abhainn na Life, a frase irlandesa que traduzida para o inglês é River Liffey.